# IJsbrechtum
IJsbrechtum (officieel, Fries: Ysbrechtum [isˈbrɛχtəm]) is een dorp in de gemeente Súdwest-Fryslân in de Nederlandse provincie Friesland. Ysbrechtum ligt direct ten westen van de stad Sneek aan de A7 en ten zuiden van de Franekervaart. In 2023 telde het dorp 680 inwoners.

## Geschiedenis
Over het ontstaan van IJsbrechtum heerst onduidelijkheid. Mogelijk is het dorp gebouwd op een terp, oftewel een aangelegde heuvel, al wordt ook gesteld dat deze heuvel een natuurlijke verhoging betreft. Het kerkhof ligt op deze verhoging. De plaatsnaam zou verwijzen naar de woonplaats (heem/um) van de persoon IJsbrecht.
In de 13e eeuw werd de plaats vermeld als Jsbrectum, in de 15e eeuw kwamen schrijfwijzen als Ysbrechtem, ysbrechtim, Isbrechtum en Ysbrechtum voor.
Tussen 1882 en 1968 lag IJsbrechtum aan de tramlijn Sneek - Bolsward.
Tot de gemeentelijke herindeling in 1984 maakte IJsbrechtum deel uit van de gemeente Wymbritseradeel, waarna de plaats aan de gemeente Sneek werd toegevoegd. In 2011 fuseerde deze gemeente tot de gemeente Súdwest-Fryslân. De officiële naam werd Ysbrechtum, maar in de praktijk worden zowel IJsbrechtum als Ysbrechtum in de officiële documenten gebruikt.

## Kerk

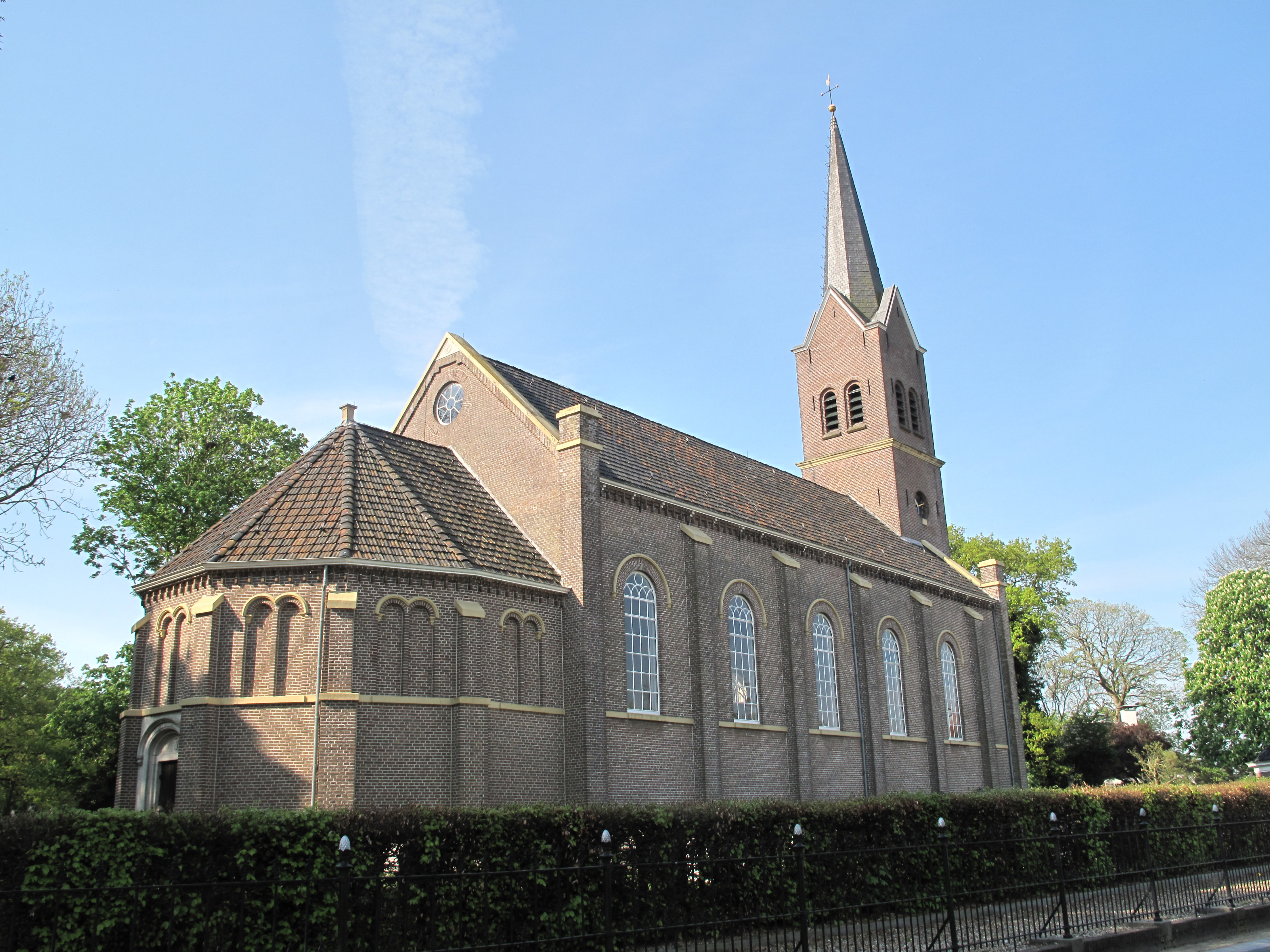
Kerk van IJsbrechtum

De kerk van IJsbrechtum uit de 12e eeuw werd in 1694 een eerste maal vervangen door een nieuwe kerk. In 1865 werd deze kerk opnieuw vervangen. De nieuwe kerk werd in opdracht van Sjuck van Welderen Rengers gebouwd.

## Epema State

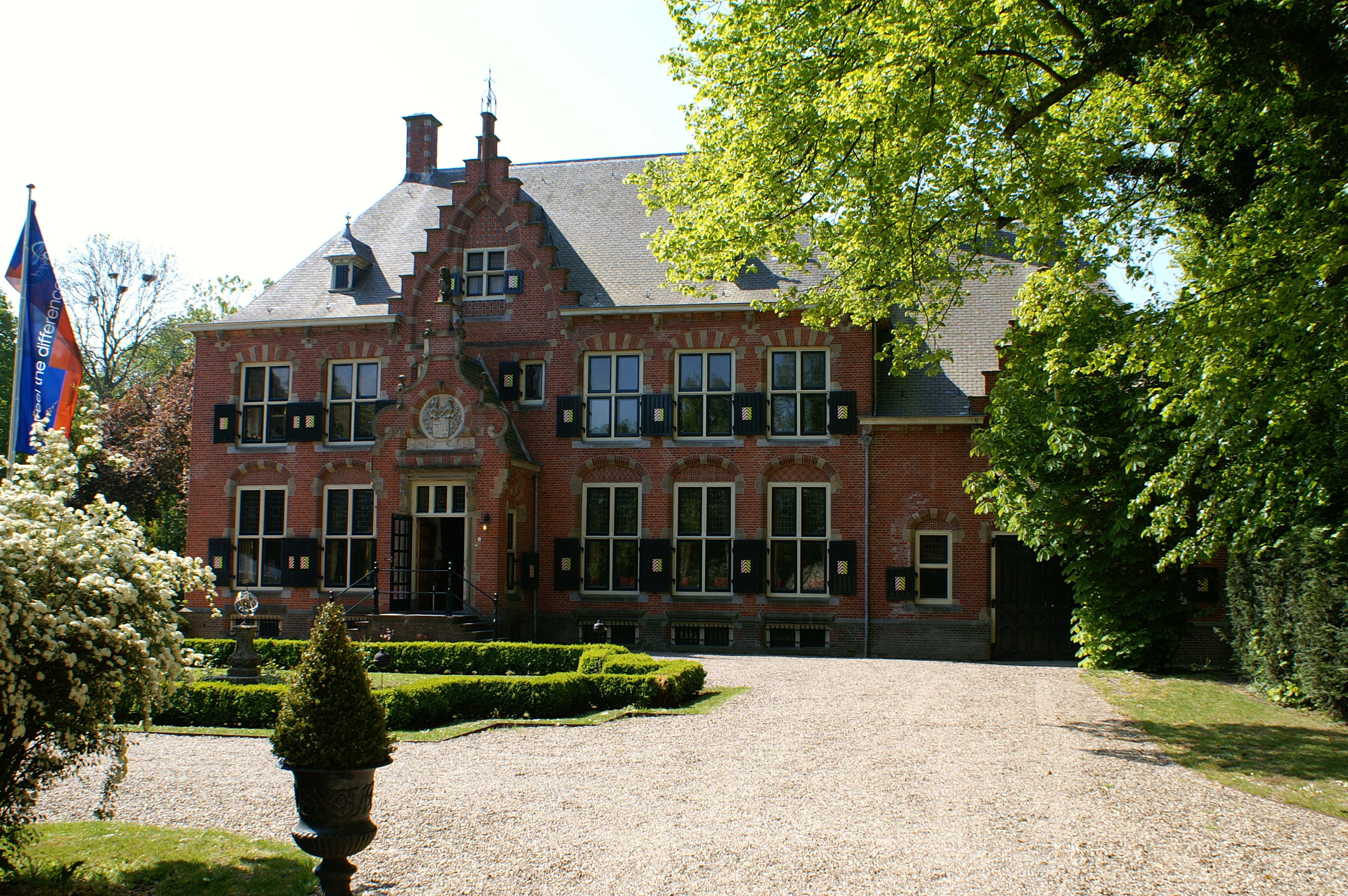
Epemastate

Het dorp is bekend om de Epemastate, een zeventiende-eeuws landhuis uit 1625 met Engelse tuin. Hier woonden de grietmannen van Wymbritseradeel.

## Molen
Even ten oosten van IJsbrechtum staat de Windmotor IJsbrechtum, uit de eerste helft van twintigste eeuw.

## Sport
De kaatsvereniging Yn 'e Flecht is sinds 1973 gevestigd in IJsbrechtum. Daarnaast is er een tennisvereniging YTC, een tafeltennisvereniging YOS en een dartvereniging Dart, Drink & Fun Club.

## Cultuur

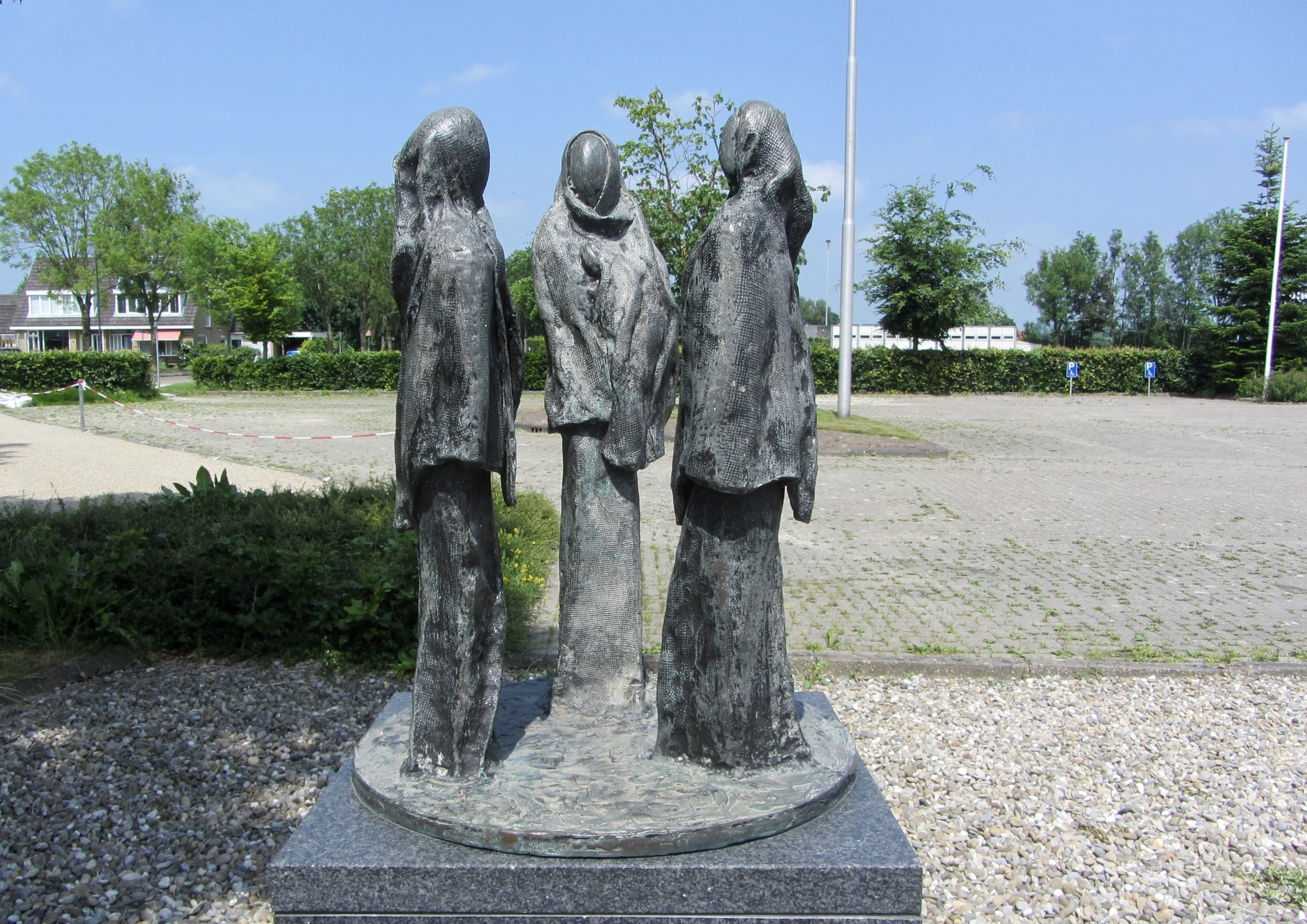
Beeld van Sjoukje Ultzen uit 2001

Het dorp heeft een dorpslied. Verder is er sinds 1955 de toneelvereniging 't Is Sa't Falt, een koor It Brechtakkoard, en een dansgroep Yduna.

## Onderwijs
Het dorp heeft een basisschool met de naam Epemaskoalle.

## Bevolkingsontwikkeling
| 1999 | 2002 | 2004 | 2018 | 2019 | 2021 | 2023 |
| ---- | ---- | ---- | ---- | ---- | ---- | ---- |
| 679  | 665  | 654  | 685  | 680  | 690  | 680  |

## Geboren
- Justinus Sjuck Gerrold Juckema van Burmania Rengers (1773-1832), politicus
- Egbert Sjuck Gerrold Juckema van Burmania Rengers (1745-1806), politicus
- Bernard Walraad van Welderen Rengers (1777-1823), bestuurder
- Hilbrand Boschma (1893-1976), zoöloog, hoogleraar en museumdirecteur
- Bartele Broer Bakker (1918-1988), tweede stuurman
- Feike Boschma (1921-2014), acteur en theatermaker
- Anne-Marie Lampe (1970), Nederlands model
- Sandor van der Heide (1978), profvoetballer en trainer

## Overleden
- Sjuck van Burmania Rengers (1713-1784), grietman, dijkgraaf, lid Raad van State
- Johan Edzart van Welderen Rengers (1877-1963), veefokker en politicus
- Jan de Rapper (1907-1988), voetballer en Nederlands verzetsstrijder